# Podgoreni, Orhei
Podgoreni este un sat din raionul Orhei, Republica Moldova. Se învecinează cu satele Zahoreni, Sirota și Chiperceni. În trecut satul s-a numit Curleni. În anii interbelici a făcut parte din fostul județ Orhei, iar ulterior a intrat în componența raionului Rezina al RSSM (URSS). Principalul râu care curge prin apropiere este Cogâlnic.

## Istorie
Satul este atestat documentar în anul 1623, dar se crede că este mult mai vechi.
Documentele de arhivă vorbesc despre formarea și dezvoltarea social-economică a satului, prezintă indicii demografici.
Locuitorii medievali ai satului aveau privilegii de la Ștefan Vodă cel Bătrân. În a treia domnie a lui Gheorghe Duca (1678 – 1683), satul aparținea lui Miron Costin, vestit cronicar.
Satul a avut o moșie mult mai mare decât astăzi. De-a lungul anilor pe această moșie au mai apărut (apoi au dispărut) și alte cătune și prisăci, dar centrul a rămas vatra satului de astăzi, care până la 5 februarie 1986 s-a numit Curleni.
Potrivit legendei, pe locul unde este situat azi satul, cândva, ”pășunile bune și apa gustoasă i-au atras pe niște frați Curleanu, din alt sat din vecinătate, care veneau cu oile la pășunat. Mai întâi și-au ridicat aici o stână, mai apoi casă de locuit. S-au alăturat Curleanilor și alții.” Se presupune, că de la numele primilor locuitori se și trage vechea denumire a satului.
Prin anii 1980 ai secolului al XIX-lea, partea de nord a satului aparținea unui moșier din satul Ginișeuți pe nume Gavril. Oamenii săraci lucrau la el cu ziua. La rugămintea lor boierul le-a dat o bucată de pământ pentru a-și zidi case de locuit. Pământul era infertil. Creșteau numai salcâmi și ulmi.
După moartea moșierului această parte de sat a început să se numească Gavrilovca sau Gavrileuca. Comparativ cu cealaltă parte a satului, care se numea Rezeși, sătenii din prima parte nu aveau pământul lor propriu.
După datele de arhivă în anul 1623 în sat erau 110 case de locuit, 480 bărbați, 473 femei. Funcționau câteva cârciumi particulare, o biserică ortodoxă, poșta rurală. În urma reformei agrare, care a avut loc în anul 1868 s-a ridicat puțin numărul gospodăriilor, în schimb a scăzut simțitor numărul populației: bărbați – 271, femei – 223. Se mai păstra biserica ortodoxă. 
În anii 1908-1911 se construiește școala de zemstvă. Cu părere de rău arhivele nu ne-au păstrat nici un nume de învățător. S-au păstrat numele preoților. 
Pensionarul Roman Popescu mai mulți ani în urmă povestea tineretului, că oamenii care aveau hogeac la casă, plăteau un impozit special.
Nu se știu prea multe despre perioada primului război mondial și cea a războiului civil, dar au fost săteni participanți la evenimentele de luptă.
În perioada de până la 1940 în școala mixtă din sat lucrau 3 învățători: Dl. Dodon, Bunescu Eugenia, Bilencu A. Satul a fost martor ocular al celui de-al doilea război mondial. Numele a 35 de localnici sunt înscrise pe placa comemorativă de la monumentul din centrul satului.
Răsculăcirea, deportarea celor mai buni gospodari și-au lăsat și ele amprentele dureroase în inimile locuitorilor din sat.
Colectivizarea a fost încă o pagină neagră din letopisețul satului. În prezent principala noastră bogăție – pământul este proprietatea sătenilor, care îl lucrează în mod individual.
În sat lipsește un cămin cultural, iar gazificarea caselor de locuit și obiectelor de menire social culturală e abia în stadiu de început. Nu toți locuitorii dispun de locuri de muncă.

## Obiective turistice
Biserica sf. Arhangheli Mihail și Gavriil. Cea mai veche dată despre ea e anul 1801. Era construită din lemn, unsă cu lut,  acoperită cu șindrilă. Chiar de la înființare dispunea de veșminte, cărți religioase.
În anul 1894 a fost reconstruită din piatră. În anul 2006 cu ajutorul  comunității s-a petrecut reparația capitală a clădirii (lucrările de exterior).
În prezent se petrece lucrul de acumulare a exponatelor pentru deschiderea unui muzeu în gimnaziul din localitate. Este rezervat în acest scop un cabinet special. Lucrul se desfășoară sub conducerea profesorului de istorie și geografie Aurica Fornea.

## Date statistice
Suprafața totală — 2074 ha
Inclusiv:
- terenuri agricole – 1316,1
- terenuri arabile – 1044,6
- vii - 74
- livezi – 197,5

Bonitatea medie a terenurilor agricole – 67 grad/ha
Distanța până la centrul raional, orașul Orhei – 18 km
Distanța pînă la capitala R.Moldova, orașul Chișinău – 70 km
Populația, total – 1144 (prezenți – 817)
din ei:
-sub vârstă aptă de muncă - 180
-în vârstă aptă de muncă – 459
- peste vârsta aptă de muncă – 178
Numărul gospodăriilor casnice, familiilor – 394
Instituții de învățămînt:
- Gimnaziul Podgoreni
- Grădinița de copii Podgoreni

Personalități: profesorul Ștefan Topală - doctor habilitat in biologie.
Foști primari ai satului: Constantin Mîțu, Alexandru Plămădeală.

## Administrație și politică
Componența Consiliului local Podgoreni (9 consilieri), ales la 5 noiembrie 2023, este următoarea:
|  | Partid                                            | Consilieri | Componență | Componență | Componență | Componență |
|  | ------------------------------------------------- | ---------- | ---------- | ---------- | ---------- | ---------- |
|  | Partidul Socialiștilor din Republica Moldova      | 4          |            |            |            |            |
|  | Partidul Acțiune și Solidaritate                  | 3          |            |            |            |            |
|  | Alianța Liberalilor și Democraților pentru Europa | 2          |            |            |            |            |